# Museo de alfombras de Turkmenistán
El Museo de alfombras de Turkmenistán o el Museo de Alfombras Nacional es un museo nacional, situado en la calle 5 Gorogly en Asjabad, Turkmenistán. 
Se inauguró el 24 de octubre de 1994. Tiene la mayor colección de alfombras turcomanas de cualquier museo. Tiene una rica colección de alfombras turcomanas desde la Edad Media hasta el siglo XX, incluyendo más de 1000 de alfombras los siglos XVIII y XIX. Además de su extensa colección de alfombras antiguas, tiene muchos artículos, alfombras, chuvals, etc. En la primera planta del museo están las alfombras Tekke y Sarik. El museo es famoso por sus alfombras Tekke enormes.